# Heterolobosea
Die Heterolobosea sind eine Gruppe von amöboiden Einzellern und gehören zu den Excavata. 

## Merkmale
Die Vertreter sind Amöben und ernähren sich heterotroph. Sie besitzen eruptive Pseudopodien. Die amöboide Lebensform überwiegt, es kommen aber auch Flagellaten-Stadien vor. Diese besitzen meist zwei oder vier parallel angeordnete Geißeln. Eine Gattung besteht aus obligaten Flagellaten. Die Flagellaten-Stadien sind selten in der Lage, Nahrung aufzunehmen; wenn ja, dann mit einem grubenförmigen Cytostom (Zellmund).
Die Mitose verläuft geschlossen mit internem Spindelapparat. Die Cristae sind abgeflacht, häufig scheibenförmig. Dictyosomen sind nicht bekannt.
Viele in extrem salzigen Umgebungen lebende einzellige Eukaryoten sind Vertreter dieser Gruppe.

## Systematik
Die Heterolobosea werden zu den Excavata gestellt. Sie wurden zeitweise in drei Gruppen geteilt, nämlich die Vahlkampfiidae, die Gruberellidae und die Acrasidae. Neuere Systematiken fassen sie in einer Gruppe Tetramitia zusammen und stellen ihnen nur die monogenerischen Pharyngomonadidae als Schwestertaxon gegenüber.
- Tetramitia
  - Fließamöben (Vahlkampfia)
  - Stephanopogon
  - Pocheina
  - Acrasis
  - Naegleria, darin Naegleria fowleri und Naegleria gruberi
  - Tetramitus
  - Psalteriomonas
  - Heteramoeba
  - Percolomonas

- Pharyngomonadidae
  - Pharyngomonas